# Supercoppa austriaca 2023 (pallavolo maschile)
La Supercoppa austriaca 2023, 3ª edizione della Supercoppa nazionale di pallavolo maschile, si è svolta il 25 settembre 2023: al torneo hanno partecipato due squadre di club austriache e la vittoria finale è andata per la prima volta al Tirol.

## Regolamento
La formula ha previsto una gara unica.

## Squadre partecipanti
| Squadra                | Qualificazione                                                        |
| ---------------------- | --------------------------------------------------------------------- |
| Raiffeisen Waldviertel | Finalista Coppa d'Austria 2022-23                                     |
| Tirol                  | Vincitrice Coppa d'Austria 2022-23/Austrian Volley League Men 2022-23 |

## Torneo
| 25 settembre 2023 Olympiahalle, Innsbruck Durata: 1h:25 - Spettatori: 1 000 | Tirol | 3 - 0 | Raiffeisen Waldviertel | 25-23, 25-15, 25-22 |